# Brigittakerk
De Brigitta is een laatgotische kerkgebouw van de Nederlandse Hervormde Kerk in Ommen. De kerk is gewijd geweest aan de Heilige Brigida. Tevens is het gebouw een rijksmonument.

## Geschiedenis
De Brigitta is het oudste gebouw van Ommen en werd in een document uit 1238 voor het eerst genoemd. De kerk zou stammen uit 1150. Waarschijnlijk was de kerk die er in 1330 stond met stenen gebouwd, omdat Ommen toen in brand gestoken is en een houten kerk vrijwel zeker zou zijn verbrand. Na een brand in 1624 is de kerk, op een deel van de muren na, verwoest en heropgebouwd. De huidige toren is in 1857 aangebracht. De Brigitta was van oorsprong een rooms-katholieke kerk, het is niet bekend wanneer de kerk overgenomen is door de Nederlands Hervormden, alleen dat dit na 1587 moet zijn gebeurd. In de kerk bevindt zich een preekstoel uit de zeventiende eeuw. Tot de restauratie in 1968 en 1969 stond langs de muur tegenover de preekstoel de herenbank van baron van Pallandt van Eerde. Deze is in 1979 in een opslagplaats verbrand.
Bij de restauratie is het uurwerk in de toren vervangen door een elektrisch uurwerk. Tot 1969 werd het oude uurwerk dagelijks opgewonden door de daarvoor door de gemeente Ommen aangestelde stadsuurwerkmaker. Deze moest daarvoor de klokkentoren aan de binnenzijde via een aantal ladders beklimmen.

## Het orgel
Het orgel in de kerk werd in de negentiende eeuw gebouwd door Carolus Borromeus Adema en Zonen uit Leeuwarden, en is later enkele keren uitgebreid. Net als de vele andere kerkinstrumenten die zijn gemaakt door deze familie van orgelbouwers, staat ook dit ‘Adema-orgel’ bekend om zijn warme diepe klank. In 1878 werd het orgel geplaatst in kerk van de Ommer Sint Brigitta parochie, die afkomstig was van het eiland Schokland. De kerk op het door overstroming bedreigde Schokland werd in 1860 afgebroken en naar Ommen gebracht en herbouwd. Op 15 december 1861 werd de herbouwde kerk in Ommen in gebruik genomen.  (noten volgen)

## Klokkenhuis
De kerkklokken van de Brigittakerk bevinden zich in het aan de voorkant aangebouwde klokkenhuis. Dit is tegen de kerk aangebouwd na het afbranden van de kerktoren in 1624. In het klokkenhuis bevinden zich twee klokken uit 1517. Deze worden in Ommen nog steeds geluid op vaste tijden. Dit is een oud gebruik om mensen in de stad en buiten de stadsmuren van belangrijke zaken op de hoogte te stellen. Het luiden van de klokken geschiedt door de stadsklokkenluider en één of meerdere assistenten. De klokken worden deels nog met touwen geluid.
Zo wordt om de 12 uur 's middags de klok geluid om mensen buiten de stadsmuren te waarschuwen dat het etenstijd is. En om 9 uur 's avonds klinkt het zogeheten Ave Mariakleppen of de brijklok: dit was het teken dat de poorten dicht gingen; veel mensen aten dan ook pap (brij) en gingen daarna slapen.
De klokken werden ook geluid als iemand overleed. Voor een inwoner van de stad Ommen om elf uur 's ochtends, voor iemand uit een van de buurtschappen om één uur 's middags.
Voorts worden de klokken geluid bij belangrijke gebeurtenissen.